# 奥列格·萨连科
奥列格·阿纳托利耶维奇·萨连科（俄语：Олег Анатольевич Саленко，1969年10月25日—）是一名已退役的俄罗斯和乌克兰足球运动员，司职前锋，他曾经代表俄罗斯国家队参加1994年世界杯足球赛，并和斯托伊奇科夫同以六个进球获选此次赛会最佳射手的称号。

## 俱乐部生涯
萨连科1986年在苏联联赛球队列宁格勒泽尼特开始职业足球生涯，1989年转投基辅迪纳摩。1993年初，萨连科登陆西甲联赛，先在洛哥尼斯效力一个半赛季，联赛出场47次打进23球。他在美国世界杯的精彩表现使他在1994年夏季赢得另一支西甲球队巴伦西亚的合同，但他只在这里效力一个赛季，1995年夏季有加盟苏超巨人格拉斯哥流浪。半个赛季后，他再次转会到土耳其超级联赛球队伊斯坦布尔斯波尔，在1995/96赛季下半赛季出场15次打进11球。但之后严重的伤病困扰，出场寥寥，并在1998年选择离开绿茵场。
1999年夏季，萨连科复出加盟西乙球队科尔多瓦，但状态大不如前，半个赛季只有3次出场机会，没有进球。2000年初，萨连科来到中国甲A联赛球队云南红塔和重庆隆鑫试训，但表现非常糟糕，没有获得留队的合同。2000/01赛季他加盟波兰联赛球队什切青波贡，但他只出场一场比赛，就因身体状况不佳而离开球队，选择退役。

## 国家队生涯
萨连科在1989年曾代表苏联国青队参加在沙特阿拉伯举行的世青赛，虽然苏联队在八强战中被淘汰，但萨连科凭借四场比赛五个进球的高进球率，获得本次杯赛的最佳射手称号。
苏联解体后，萨连科先在1992年代表乌克兰国家队参加过一场国际比赛。之后他在1993年又选择代表俄罗斯出战。在1994年世界杯足球赛之前，他没有打进过一个国际比赛进球，也不在俄罗斯国家队1994年世界杯的计划中。但由于俄罗斯足协无法满足队内明星球员的奖金要求，谢尔盖·基里亚科夫、伊戈尔·沙利莫夫等球员宣布拒绝参加世界杯，萨连科意外获得世界杯的参赛机会。他在世界杯赛场上一鸣惊人，虽然俄罗斯在小组赛即遭到淘汰，但萨连科3场小组赛独进6球，和保加利亚前锋赫里斯托·斯托伊奇科夫（7场比赛6球）一同获得此次世界杯最佳射手的称号。萨连科至今仍然保持三个纪录：唯一一个只参加小组赛就获得世界杯最佳射手的球员；世界杯决赛圈单场进球最多的球员（5球，在1994年6月28日俄罗斯6比1击败喀麦隆的小组赛中创造）；唯一一名获得过世青赛和世界杯最佳射手的球员。

## 国家队进球
| 时间          | 地点     | 对手   | 进球比分 | 最终比分 | 赛事               |
| ------------- | -------- | ------ | -------- | -------- | ------------------ |
| 1994年6月24日 | 庞蒂亚克 | 瑞典   | 1-0      | 1-3      | 1994年世界杯足球赛 |
| 1994年6月28日 | 斯坦福   | 喀麦隆 | 1-0      | 6-1      | 1994年世界杯足球赛 |
| 1994年6月28日 | 斯坦福   | 喀麦隆 | 2-0      | 6-1      | 1994年世界杯足球赛 |
| 1994年6月28日 | 斯坦福   | 喀麦隆 | 3-0      | 6-1      | 1994年世界杯足球赛 |
| 1994年6月28日 | 斯坦福   | 喀麦隆 | 4-1      | 6-1      | 1994年世界杯足球赛 |
| 1994年6月28日 | 斯坦福   | 喀麦隆 | 5-1      | 6-1      | 1994年世界杯足球赛 |